# برادو ديل ري

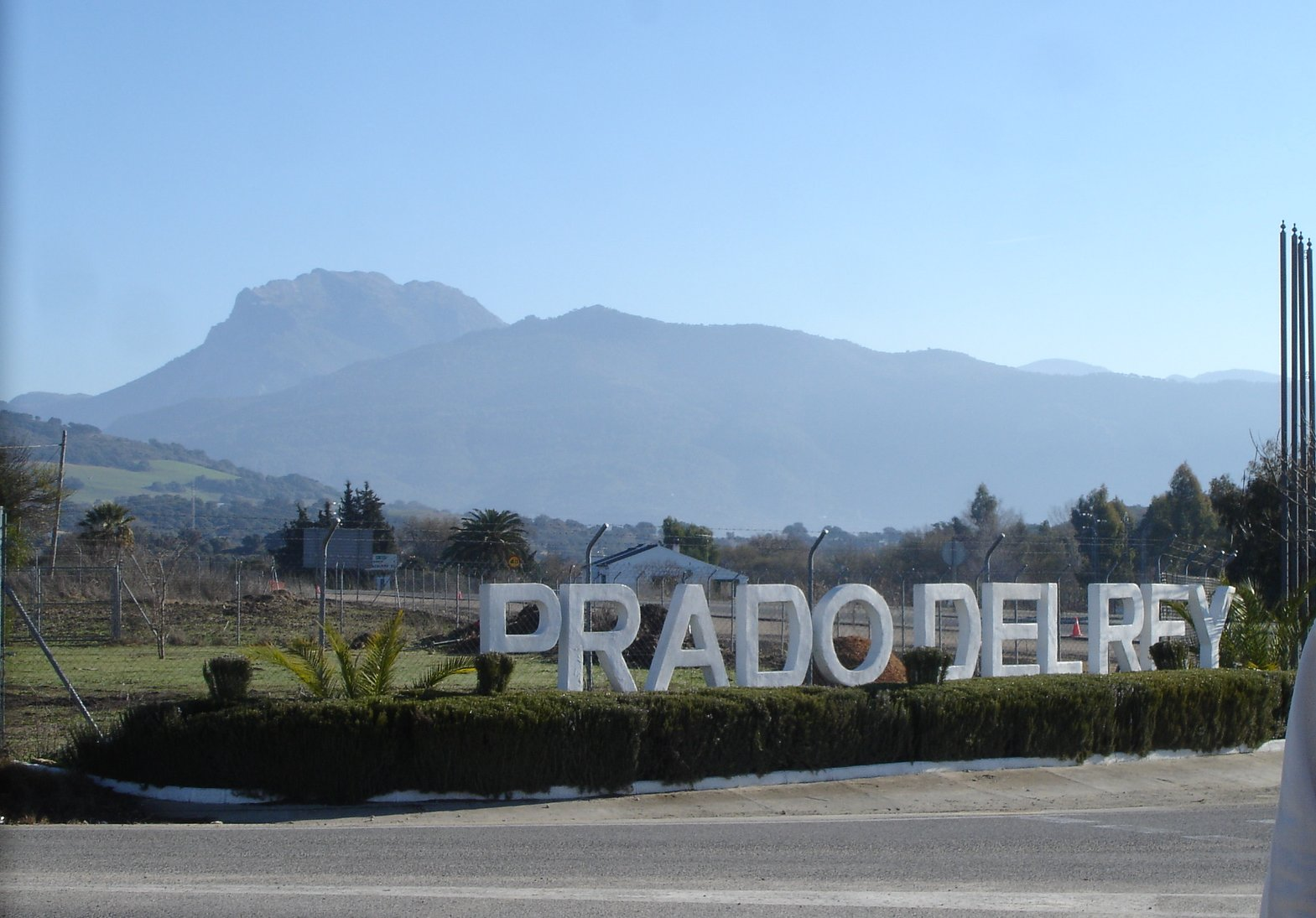

بلدية برادو ديل ري (بالإسبانية: Prado del Rey)‏، هي إحدى بلديات مقاطعة قادس, التي تقع في منطقة الأندلس جنوب إسبانيا.
يبلغ عدد سكانها 5.848 نسمة وفقاً لإحصائية سنة (2002).